# Petr Matoušek (fotograf)
Petr Matoušek (27. června 1867 Padařovice – 11. února 1951 Všeň) byl český úředník, vlastivědný pracovník a amatérský fotograf. Je znám jako autor dokumentace lidové architektury na Turnovsku a Českodubsku.

## Život
Vyučil se kupeckým příručím. Tato práce jej ale neuspokojovala a proto vystřídal řadu různých povolání. V roce 1894 získal místo úředníka na okresním hejtmanství v Turnově. Ve stejné době se přestěhoval spolu s rodiči do obce Mokrý. K jeho koníčkům patřil národopis. Sbíral lidové písně a další lidovou slovesnost, zabýval se rodopisem. Nejprve se pokoušel dokumentovat lidovou architekturu kresebně. Jeho pokusy – přes školení v kompozici a malířských technikách – jej ale neuspokojovaly.
Díky náhodné koupi fotoaparátu se na přelomu 19. a 20. století začal věnovat fotografické dokumentaci lidové architektury. Po počátečních neúspěších, způsobených neznalostí fotografického řemesla, se jeho fotografiím později dostalo ocenění od Josefa Pekaře či Josefa Vítězslava Šimáka. Zpočátku se věnoval tehdy velmi polulární stereofotografii. Správa městského muzea v Turnově (jejímž členem byl od roku 1908) jej vyzvala, aby fotograficky zdokumentoval lidovou architekturu Turnovska a Českodubska. V roce 1925 požádal o předčasné penzionování, aby se mohl věnovat této práci. Vedle dokumentace architektury fotografoval i život obyvatel, dokumentoval hospodářství obcí, zpracovával rodokmeny.
Používal stereofotoaparát a deskový fotoaparát formátu 9x12 cm.
Archiv jeho negativů z let 1920–1930 (1320 položek) byl zakoupen Muzeem Českého ráje v Turnově v roce 1936 a je rozdělen do osmi částí:
1. Rohozecko a Maloskalsko
2. Východní a jižní Hruboskalsko
3. Vyskeř, Olešnice, Kacanovy
4. Mašov, Modřišice, Všeň
5. Svijanský Újezd, Příšovice, Pěnčín, Čtveřín, Lažany
6. Kraj pod Mužským
7. Jih Českodubska
8. Západní a severní Českodubsko

Tato sbírka byla později ještě doplněna fotografiemi z let 1930–1940.
Dále jsou jeho fotografie zastoupeny ve sbírkách Uměleckoprůmyslového muzea v Praze, muzea v Českém Dubě a ve sbírkách Okresního agrárního sdružení mládeže v Českém Dubě.
Pokusy vydat fotografie knižně nebyly úspěšné. Otiskl tak pouze dvě studie v časopisu Od Ještěda k Troskám. Ostatní jeho stati zůstaly pouze v rukopisech.